# Accidente del An-12 de AZZA Transport de 2012
El accidente de Antonov An-12BP de AZZA Transport fue un accidente ocurrido el 7 de octubre de 2012 en un avión que realizaba un vuelo de transporte de tropas y armamento desde el Aeropuerto de Jartum al Aeropuerto de El Fasher, que durante su etapa de vuelo en crucero a El Fasher, experimentó problemas con los motores y se estrelló a unos cuarenta kilómetros de Omdurman, en el estado de Jartúm.

## Avión
El avión era un turbohélice cuatrimotor civil Antonov 12BP, en vuelo chárter de la transportista aérea sudanesa AZZA Transport para la Fuerza Aérea de Sudán, con registro ST-ASA.
Fue producida por la planta de aeronaves ucraniana "Antonov" en la Unión Soviética como Antonov An-12 y estaba en servicio desde 1963, es decir, durante cuarenta y nueve años.

## Pasajeros y tripulantes
El avión transportaba a dieciséis pasajeros y seis tripulantes, desde Jartum, a la población de El Fasher en el oeste del país, dentro de Sudán, en vuelo chárter de pasajeros.
En el accidente murieron quince de las veintidós personas que viajaban a bordo, resultando los siete restantes, heridos de diversa consideración.

## Accidente
El Antonov An-12 despegó desde el Aeropuerto de Jartum sin problemas para un vuelo chárter militar de pasajeros y equipamiento a El Fasher en Sudán. En torno a las 12:00, hora local, mientras se encontraba en la fase de crucero, notificó que estaba experimentando problemas en los motores, sin embargo, minutos después se estrelló contra el terreno. Los restos del avión quedaron a unos 40 kilómetros de Omdurman.

## Investigación
En la actualidad se está llevando a cabo la investigación del accidente.